# Alessandro Grego
Alessandro Grego (Trieste, 18 marzo 1969) è un compositore italiano.

## Biografia
Studia composizione con Giorgio Gaslini per poi dedicarsi alla musica elettronica con Curtis Roads; successivamente intraprende gli studi di musicologia presso la Scuola di Paleografia e Filologia Musicale di Cremona per poi studiare musica per film presso il Centro Sperimentale di Cinematografia di Roma.
Nel 2023 a Radom in Polonia vince il primo premio al concorso internazionale di composizione “Arboretum” ideato dal compositore polacco Krzysztof Penderecki con un concerto per violino ed orchestra d'archi intitolato “El mar de l'eterno”, ispirato da una raccolta di poesie di Biagio Marin e dedicato alla memoria di Edda Serra, critico letterario e studiosa della sua opera. Riceve inoltre  il premio speciale creato da Elżbieta Penderecka, moglie di Penderecki . Nel 2025 viene premiato dalla Carl Reinecke International Music Competition.

### Collaborazioni teatrali
Nel 2008 si dedica alla composizione delle musiche originali per lo spettacolo Senza vincitori né vinti. L'opera teatrale (ispirato al romanzo "Storia di Tönle" di Mario Rigoni Stern) con Francesco Niccolini e Arnoldo Foá affronta in tema dell'assurdità della guerra, vista attraverso l'esperienza di anziano contadino dell'Altipiano d'Asiago. Il lavoro di Grego viene eseguito sulle Prealpi trevigiane, sul Monte Tomba dal pianoforte di Filippo Faes, dai flauti di Roberto Fabbriciani e dalla chitarra di Emanuele Segre. Lo spettacolo viene riproposto a Carrara nel 2014 e nel 2018, a 10 anni dalla scomparsa di Rigoni Stern, nei medesimi luoghi della prima rappresentazione.
Nel 2010 scrive le musiche per lo spettacolo Fuejs con la regia di Luciano Roman su testi e liriche in friulano di Pier Paolo Pasolini e ispirato all'esperienza giovanile del poeta nella regione.
Nel 2013 collabora con la Compagnia “Fattore K” di Giorgio Barberio Corsetti allo spettacolo In flagrante delicto - Il principe, la sposa, il musico e l'assassino, scritto da Francesco Niccolini e dedicato alla figura di Gesualdo da Venosa.
Sempre per il teatro ha collaborato con Alessio Boni, Paolo Bonacelli, Giuseppe Patroni Griffi e Vittorio Caprioli, Simone Cristicchi e Marco Paolini, David Riondino, Manuela Kustermann, Vito Zagarrio.

### Altre opere
Nel 1999 compone l'opera elettronica L'aura che viene selezionata per la preservazione dalla fonoteca di musica elettroacustica della Biblioteca nazionale di Francia.
Nel 2003 si dedica ad Heliossea uno spettacolo dal vivo intermediale (musica, immagine e interazione dello spettatore). L'evento per flauti (Roberto Fabbriciani) e musica elettronica ha la peculiarità di svolgersi all'alba e di essere regolato da parametri ambientali come quelli del sorgere del sole e i suoni circostanti grazie ad un algoritmo sviluppato da Grego presso l'Institute of Computer Music and Sound Technology di Zurigo. L'opera è realizzata in collaborazione con l’Istituto Nazionale di Astrofisica e l'astrofisico Massimo Ramella dell’Osservatorio Astronomico di Trieste. «Heliossea è un’opera intermediale nel senso che le infinite sfumature della luce all’aurora, nel suo graduale passaggio dallo scuro al chiaro, dal blu al rosso, influenzano il suono emesso dall’interprete musicale secondo diverse modalità». Secondo Grego: «Con Heliossea vanno rimesse in gioco non solo l’idea del comporre, ma il concetto stesso dell’essere compositore [...] Partendo da dei modelli matematici desunti dall’analisi del fenomeno fisico del mutamento della luce all’aurora [...] ritenevo che il modo migliore per articolare questi modelli matematici e renderli concreti attraverso la materia sonora fosse appunto quello di poi procedere nella composizione musicale secondo un percorso di tipo stocastico». Questa opera verrà eseguita più volte nel corso degli anni e nel 2012 viene promossa dall'astrofisica Margherita Hack: "La musica e le stelle sono sempre state associate, si è sempre parlato della ‘musica delle sfere’ [...]  E in quest’opera, 'Heliossea', si è voluto associare la musica allo stato del cielo: si è voluto accompagnare con la musica il sorgere del sole, dai primi albori, il primo chiarore del cielo, su su fino a che la luce del sole irrompe sull’orizzonte. 'Heliossea' è un’opera in cui abbiamo associate l’astronomia, la matematica e la musica". La performance viene riproposta nel 2023, a vent’anni dalla prima edizione, nel parco del Castello di Miramare a Trieste con il titolo “Heliossea XX”, sempre con Fabbriciani ma questa volta con Alvise Vidolin alla regia del suono .
Di seguito nel 2006 realizza il brano Le corps e(s)t l'histoire per clarinetti e live electronics, dedicato alla memoria di Pier Paolo Pasolini, su commissione dell'lnstitut International de Musique Électroacoustique di Bourges (IMEB).
Nel 2004 pubblica una antologia monografica Un mar deserto alla quale ha partecipato tra gli altri Arnoldo Foà, prodotta dal Comune di Trieste con il supporto scientifico del Centro Studi Biagio Marin.
Nel 2011 lavora al brano Persistenza della memoria, nato da una ricerca sul suono svolta presso la WDR di Colonia assieme a Nicola Sani. Il brano è la prima composizione in assoluto ad avvalersi del flauto iperbasso, il più grande flauto, caratterizzato dal registro più basso progettato da Roberto Fabbriciani.
Negli anni 90 collabora a radiodrammi della RAI. In seguito compone le musiche per documentari come Galois. Storia di un matematico rivoluzionario  prodotto, tra gli altri, per la Scuola Internazionale Superiore di Studi Avanzati, ICTP e l'Università Commerciale L. Bocconi di Milano e Binari, trasmesso dalla RAI.
Nel 2022 realizza SARS-CoV-2: The Complete Genome, la sonificazione della sequenza di riferimento del genoma completo del virus SARS-CoV-2.
Nel 2023 pubblica I Colori Di Rives, che rappresenta acusticamente le tele dell’artista perugino Riccardo Veschini, in arte Rives.

## Profilo artistico
Alessandro Grego ha composto opere di musica contemporanea e sperimentale. Ha realizzato numerose colonne sonore e musiche di scena per il teatro e per filmati e sceneggiati radiofonici prodotti dalla RAI.
Ha collaborato con il flautista Roberto Fabbriciani alla ricerca di nuove sonorità del flauto e con altri interpreti quali Guido Arbonelli, Massimiliano Damerini, Filippo Faes, Anna Serova, Giuseppe Fricelli, il quartetto "Martinu", Serge Conte, Paolo Pollastri, Ciro Scarponi, Emanuele Segre.

## Discografia

### Album monografici
- 1999 – L'aura, Agorà AG 209.1
- 1999 – Return to the sea, The Orchard/Sony Music in precedenza Awal
- 2003 – Un mar deserto,  Urbania U -101
- 2012 – Senza vincitori né vinti, The Orchard/Sony Music in precedenza Awal
- 2014 – Anima, The Orchard/Sony Music in precedenza Awal
- 2014 – Constraints, The Orchard/Sony Music in precedenza Awal
- 2018 – Heliossea 2, The Orchard/Sony Music in precedenza Awal
- 2018 – El mar xe un, CD Baby ruALB01241263
- 2018 – Galois: Storia di un matematico rivoluzionario, The Orchard/Sony Music in precedenza Awal
- 2018 – Binari, The Orchard/Sony Music in precedenza Awal
- 2019 – Sky Zoo Phrenia, The Orchard/Sony Music in precedenza Awal
- 2019 – CO2, The Orchard/Sony Music in precedenza Awal
- 2020 – Pianonirico, The Orchard/Sony Music in precedenza Awal
- 2020 – Strings, The Orchard/Sony Music in precedenza Awal
- 2022 – SARS-CoV-2: The Complete Genome, The Orchard/Sony Music
- 2023 – I Colori di Rives, The Orchard/Sony Music
- 2025 – Heliossea XX, Tactus

### Singoli
- 2017 – Indio, The Orchard/Sony Music in precedenza Awal
- 2017 – Caronte, The Orchard/Sony Music in precedenza Awal
- 2017 – Le corps e(st l'histoire, The Orchard/Sony Music in precedenza Awal
- 2017 – L'ascolto dello spazio… Gropina, The Orchard/Sony Music in precedenza Awal
- 2017 – Ascolta i tuoi occhi, The Orchard/Sony Music in precedenza Awal
- 2018 – Metamorli, The Orchard/Sony Music in precedenza Awal

### DVD
- 2011 – Heliossea, VDM Records VDM038-018

### Collaborazioni
- 1998 – Astor Piazzolla: Histoire du tangocon Roberto Fabbriciani e Stefano Cardi, Phoenix Classics PH 97319
- 2004 – Flute XX Volume Two con Roberto Fabbriciani, ARTS 47702-2
- 2010 – The flute in 21st century con Roberto Fabbriciani, Tactus TC 950601

### Edizioni Musicali
Alcune partiture libere da edizioni sono disponibili sull'International Music Score Library Project (IMSLP) mentre altre sono edite da RAI Com.